# Neoleptoneta alabama
Neoleptoneta alabama là một loài nhện trong họ Leptonetidae.
Loài này thuộc chi Neoleptoneta. Neoleptoneta alabama được Willis J. Gertsch miêu tả năm 1974.